# 刘文多
刘文多（1917年—1983年），男，辽宁鞍山人，中国兽医寄生虫学家，曾任中国人民解放军兽医大学教授、博士生导师